# Composite video

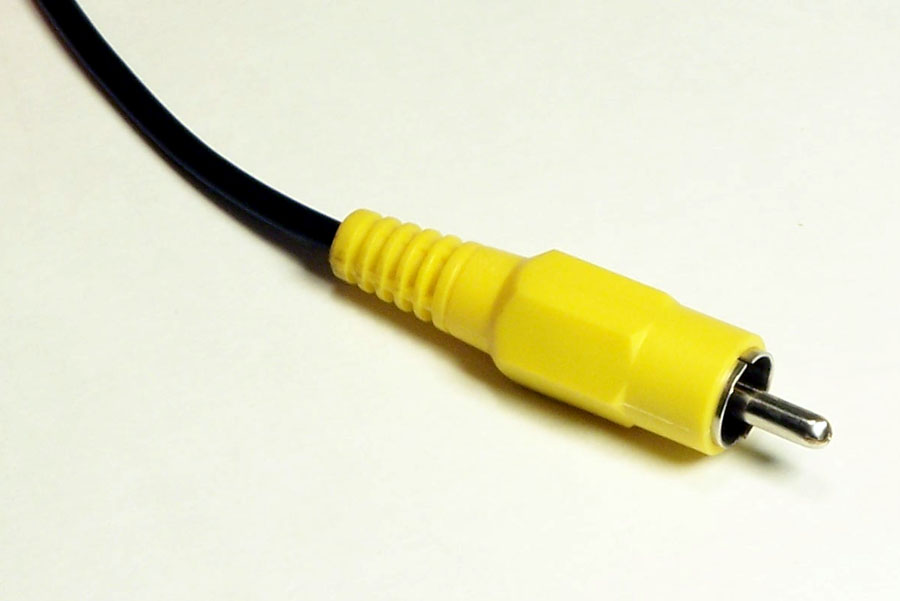
Przewód Composite video zakończony złączem typu RCA

Composite video (zespolony sygnał wizji) znany również jako CVBS (ang. Composite Video Baseband  Signal) - format analogowego sygnału wideo. Standardowo jest on zakończony złączem typu RCA.
Sygnał ten jest przesyłany w jednym ze standardowych systemów kolorowej telewizji analogowej NTSC, PAL lub SECAM.

Przebieg pojedynczej linii zespolonego sygnału wizji. Na rysunku brak jest naniesionego sygnału chrominancji.

Ze względu na niską jakość obrazu wprowadzono S-Video, popularne głównie w Ameryce Północnej oraz złącze SCART w Europie i jego odpowiednik JP-21 w Japonii, zdolne do przesyłania sygnału Composite video, S-Video oraz jeszcze lepszego RGB.